# Bundesstraße 276
Pour les articles homonymes, voir Route 276.
La Bundesstraße 276 est une Bundesstraße des Länder de Hesse et de Bavière.

## Géographie
La B 276 relie le Spessart et le Vogelsberg à la région métropolitaine de Francfort-sur-le-Main/Rhin. La Bundesstrasse menant à la jonction A 66 Bad Orb/Wächtersbach a donc une importance particulière pour les banlieusards.
La B 276 commence à Mücke et descend au sud dans des zones forestières. Elle passe ensuite à travers des champs de Birstein à Biebergemünd. Après de nouveau des forêts, elle arrive à la ville de Lohr am Main.

## Histoire
À l'origine, la Bundesstraße 276 va de Wächtersbach à Frammersbach.
Le Plan fédéral d'infrastructure de transport 2030 prévoit le contournement de Bieber et de Schlierbach.

## Source
- (de) Cet article est partiellement ou en totalité issu de l’article de Wikipédia en allemand intitulé « Bundesstraße 276 » (voir la liste des auteurs).

1. ↑  (de) « Die Bundes- und Reichsstraßen in Deutschland - Nr. 166 bis 327 » [archive du 18 février 2009], sur home.arcor.de (consulté le 16 juillet 2025)